# São Valentim
São Valentim là một đô thị thuộc bang Rio Grande do Sul, Brasil. Đô thị này có diện tích 154,187 km², dân số năm 2007 là 3919 người, mật độ 25,42 người/km².